# Регулярна міра
У математиці регулярною мірою у топологічному просторі називається міра, для якої кожна вимірна множина може бути апроксимованою зверху відкритими вимірними множинами і знизу компактними вимірними множинами.

## Означення
Нехай (X, T) — топологічний простір, а Σ — σ-алгебра на X. Нехай μ буде мірою на (X, Σ). Вимірну підмножину A із X називають зовнішньо регулярною, якщо
{\displaystyle \mu (A)=\inf _{F\in {\mathcal {O}}(A)}\mu (F),} де {\displaystyle {\mathcal {O}}(A)} позначає клас всіх відкритих множин F для яких {\displaystyle F\supset A.}
Вимірну підмножину A із X називають внутрішньо регулярною, якщо
{\displaystyle \mu (A)=\sup _{G\in {\mathcal {K}}(A)}\mu (G)}, де {\displaystyle {\mathcal {K}}(A)} позначає клас всіх компактних підмножин {\displaystyle G\subset A}
- Міра називається зовнішньою регулярною, якщо кожна вимірна множина є зовнішньо регулярною.
- Міра називається внутрішньо регулярною, якщо кожна вимірна множина є внутрішньо регулярною. Деякі автори використовують інше визначення: міра називається внутрішньою регулярною, якщо кожна відкрита вимірна множина є внутрішньо регулярною.
- Міра називається регулярною, якщо вона є зовнішньо регулярною і внутрішньо регулярною.

## Приклади

### Регулярні міри
- Міра Лебега на дійсній прямій є регулярною мірою.

Справді із властивості монотонності випливає, що для довільної компактної множини {\displaystyle G\subset A} і довільної відкритої множини {\displaystyle F\supset A} для міри Лебега {\displaystyle \lambda (G)\leqslant \lambda (A)\leqslant \lambda (F)} і тому {\displaystyle \sup _{G\in {\mathcal {K}}(A)}\lambda (G)\leqslant \lambda (A)\leqslant \inf _{F\in {\mathcal {O}}(A)}\lambda (F).}
Навпаки, якщо {\displaystyle \lambda (A)=\infty } то множина є очевидно зовнішньо регулярною. Нехай тепер {\displaystyle \lambda (A)<\infty } і {\displaystyle \varepsilon >0} є довільним додатним числом. За побудовою міри Лебега існує послідовність {\displaystyle F_{i}} відкритих інтервалів для яких {\displaystyle A\subset \bigcup _{i=1}^{\infty }F_{i}} і {\displaystyle \sum _{i=1}^{\infty }\lambda (F_{i})<\lambda (A)+\varepsilon .} Якщо позначити {\displaystyle F=\bigcup _{i=1}^{\infty }F_{i}} то {\displaystyle \lambda (F)\leqslant \sum _{i=1}^{\infty }\lambda (F_{i})<\lambda (A)+\varepsilon .} Зважаючи на довільність {\displaystyle \varepsilon >0} то {\displaystyle \inf _{F\in {\mathcal {O}}(A)}\lambda (F)\leqslant \lambda (A).} Разом із доведеною вище протилежною нерівністю це доводить зовнішню регулярність міри Лебега.
Для внутрішньої регулярності нехай спершу множина A є обмеженою. Нехай C є замкнутою і обмеженою множиною, що містить A. Оскільки {\displaystyle C\setminus A} є вимірною множиною із вже доведеної зовнішньої регулярності випливає для довільного {\displaystyle \varepsilon >0} існування відкритої множини {\displaystyle U\supset C\setminus A} для якої {\displaystyle \lambda (U)<\lambda (C\setminus A)+\varepsilon =\lambda (C)-\lambda (A)+\varepsilon .} Множина {\displaystyle G=C\setminus U} є обмеженою і замкнутою (а тому компактною) підмножиною A і {\displaystyle \lambda (G)\geqslant \lambda (C)-\lambda (U).} Разом із попередньою нерівністю це дає {\displaystyle \lambda (A)-\varepsilon <\lambda (G).} Зважаючи на довільність {\displaystyle \varepsilon >0} то {\displaystyle \sup _{G\in {\mathcal {K}}(A)}\lambda (G)\geqslant \lambda (A).} Разом із доведеною вище протилежною нерівністю це доводить внутрішню регулярність міри Лебега для обмежених вимірних множин A.
У випадку якщо A є необмеженою, то можна ввести множини {\displaystyle A_{n}=[-n,\ n]\cap A.} Тоді {\displaystyle A_{n}} є зростаючою послідовністю множин і {\displaystyle A=\bigcup _{n=1}^{\infty }A_{n}.} Згідно властивості неперервності міри знизу звідси випливає, що {\displaystyle \lambda (A)=\lim _{n\to \infty }\lambda (A_{n}).} Відповідно для будь-якого дійсного числа {\displaystyle a<\lambda (A)} існує натуральне число n, для якого {\displaystyle a<\lambda (A_{n})\leqslant A.} Але оскільки {\displaystyle A_{n}} є обмеженою, то з вже доведеного існує компактна підмножина {\displaystyle G\subset A_{n}} для якої {\displaystyle a<\lambda (G)\leqslant \lambda (A_{n})\leqslant A.} Тому для довільного {\displaystyle a<\lambda (A)} існує компактна підмножина {\displaystyle G\subset A} для якої {\displaystyle a<\lambda (G)\leqslant \lambda (A).} Зважаючи на довільність {\displaystyle a<\lambda (A)} то {\displaystyle \sup _{G\in {\mathcal {K}}(A)}\lambda (G)\geqslant \lambda (A).} Разом із доведеною вище протилежною нерівністю це доводить внутрішню регулярність міри Лебега для обмежених вимірних множин A і завершує доведення внутрішньої регулярності міри Лебега.
- Аналогічно до попереднього можна довести регулярність міри Лебега для будь-якого евклідового простору.
- Будь-яка берівська ймовірнісна міра на будь-якому локально компактному σ-компактному гаусдорфовому просторі є регулярною мірою.
- Будь-яка ймовірнісна борелівська міра на локально компактному гаусдорфовому просторі із зліченною базою топології, або компактному метричному просторі, або просторі Радона є регулярною.

### Внутрішні регулярні міри, які не є зовнішніми регулярними
- Прикладом міри на дійсній прямій з її звичайною топологією, яка не є зовнішньою регулярною, є міра μ, де {\displaystyle \mu (\emptyset )=0}, {\displaystyle \mu \left(\{1\}\right)=0\,\,} і {\displaystyle \mu (A)=\infty \,\,} для будь-якої іншої множини {\displaystyle A}.
- Борелівська міра на площині, значення якої на будь-якій борелівській множині є рівна сумі (1-вимірних) мір його горизонтальних перерізів, є внутрішньо регулярною але не зовнішньою регулярною, оскільки кожна непорожня відкрита множина має нескінченну міру. Різновидом цього прикладу є диз'юнктне об'єднання незліченної кількості копій дійсної прямої із з мірою Лебега.
- Приклад борелівської міри μ на локально компактному гаусдорфовому просторі, яка є внутрішньо регулярною, σ-скінченною і локально скінченною але не зовнішньо регулярною (Bourbaki, (2004, Вправа 5 розділу 1)). Базовою множиною топологічного простору X є підмножина площини, елементами якої є точки на осі ординат (0,y) і точки виду (1/n,m/n2) для натуральних чисел m,n. На цій множині можна ввести топологію у якій окремі точки (1/n,m/n2) є відкритими множинами, а базу околів точки (0,y) утворюють множини точок у X виду (u,v) з |v − y| ≤ |u| ≤ 1/n для натурального числа n. Цей простір X є локально компактним. Нехай міра μ на осі y є рівною 0, а у точці (1/n,m/n2) ) міра є рівною 1/n3. Ця міра є внутрішньо регулярною та локально скінченною але не є зовнішньо регулярною, оскільки будь-яка відкрита множина, що містить вісь y, має міру рівну нескінченності.

### Зовнішні регулярні міри, які не є внутрішніми регулярними
- Нехай μ є внутрішньою регулярною мірою із попереднього прикладу, а M є мірою, заданою як M(S) = infU ⊇S μ(U), де inf береться по всіх відкритих множинах, що містять борелівську множину S. Тоді M є зовнішньо регулярною локально скінченною борелівською мірою на локально компактному гаусдорфовому просторі, яка не є внутрішньо регулярною, хоча всі відкриті множини є внутрішньо регулярними, тому вона є внутрішньо регулярною у слабшому сенсі. Міри M і μ є рівними на всіх відкритих множинах, усіх компактах і всіх множинах, на яких M має скінченну міру. Вісь y має нескінченну M-міру, хоча всі її компактні підмножини мають міру 0.

### Міри, які не є ні внутрішніми ні зовнішніми регулярними
- Простір X усіх ординалів, що є не більшими першому незліченному ординалу Ω, з топологією, породженою передбазою відкритих інтервалів, тобто множинами виду {\displaystyle \{x\in X\ |\ x<\alpha \}} і {\displaystyle \{x\in X\ |\ x>\alpha \}} для усіх {\displaystyle \alpha \in X} є компактним гаусдорфовим простором. На ньому можна задати міру, значення якої на борелівських множинах, що містять необмежену замкнуту підмножину злічених ординалів є рівним 1, а для інших борелівських множин є рівним 0. Ця міра є ймовірнісною борелівською мірою, яка не є ані внутрішньо регулярною ані зовнішньо регулярною.